# Reloj del 200 de la Quinta Avenida
El Reloj del 200 de la Quinta Avenida (en inglés: Sidewalk Clock at 200 5th Avenue) es un reloj histórico en Nueva York, Nueva York. El Reloj del 200 de la Quinta Avenida se encuentra inscrito  en el Registro Nacional de Lugares Históricos desde el 18 de abril de 1985. 

## Ubicación
El Reloj del 200 de la Quinta Avenida se encuentra dentro del condado de Nueva York en las coordenadas 40°44′30″N 73°59′24″O / 40.741667, -73.99.